# مرتب‌سازی جی
«مرتب‌سازی جِی» (به انگلیسی: J sort) الگوریتم درجایی است که برای مرتب ساختن کمتر از ۴۰ آیتِم از مرتب‌سازی رشته‌ای و برای آیتِم‌های بیشتر از مرتب‌سازی بی قرار استفاده می‌کند. جان کوهن ادعا می‌کند که این الگوریتم را اختراع کرده‌است.